# HMS Rhododendron (K78)
«Рододендрон» (англ. HMS Rhododendron (K78) — військовий корабель, корвет типу «Флавер» Королівського військово-морського флоту Великої Британії за часів Другої світової війни.
Корвет «Рододендрон» був закладений 22 травня 1940 року на верфі компанії Harland and Wolff у Белфасті. 2 вересня 1940 року він був спущений на воду, а 18 жовтня 1940 року увійшов до складу Королівських ВМС Великої Британії.
Корабель брав участь у бойових діях на морі в Другій світовій війні, переважно бився у Північній Атлантиці, супроводжував десятки арктичних та атлантичних конвоїв, підтримував висадку морських десантів у Північній Африці, на Сицилію, в Нормандії. За проявлену мужність та стійкість у боях бойовий корабель заохочений сьома бойовими відзнаками.

## Історія

### 1944
У березні залучався до супроводження арктичних конвоїв, зокрема входив до ескорту конвою JW 58 з 47 транспортних та вантажних суден.